# Хаммам Гаджи Меджид
Хамма́м Гаджи́ Меджи́д (азерб. Hacı Məcid hamamı) — бани, постройки XVI века в Сумгаитском районе Джорат. Несмотря на свою историческую ценность, здание бань не охраняется государством, заброшено и постепенно разрушается.

## История
Бани Гаджи Меджид построены в XVI веке на серных источниках в Джорате под руководством местного жителя по имени Алимхан. В XVII веке под руководством Гаджи Амруллы бея в Джорате была построена новая баня.

## Описание

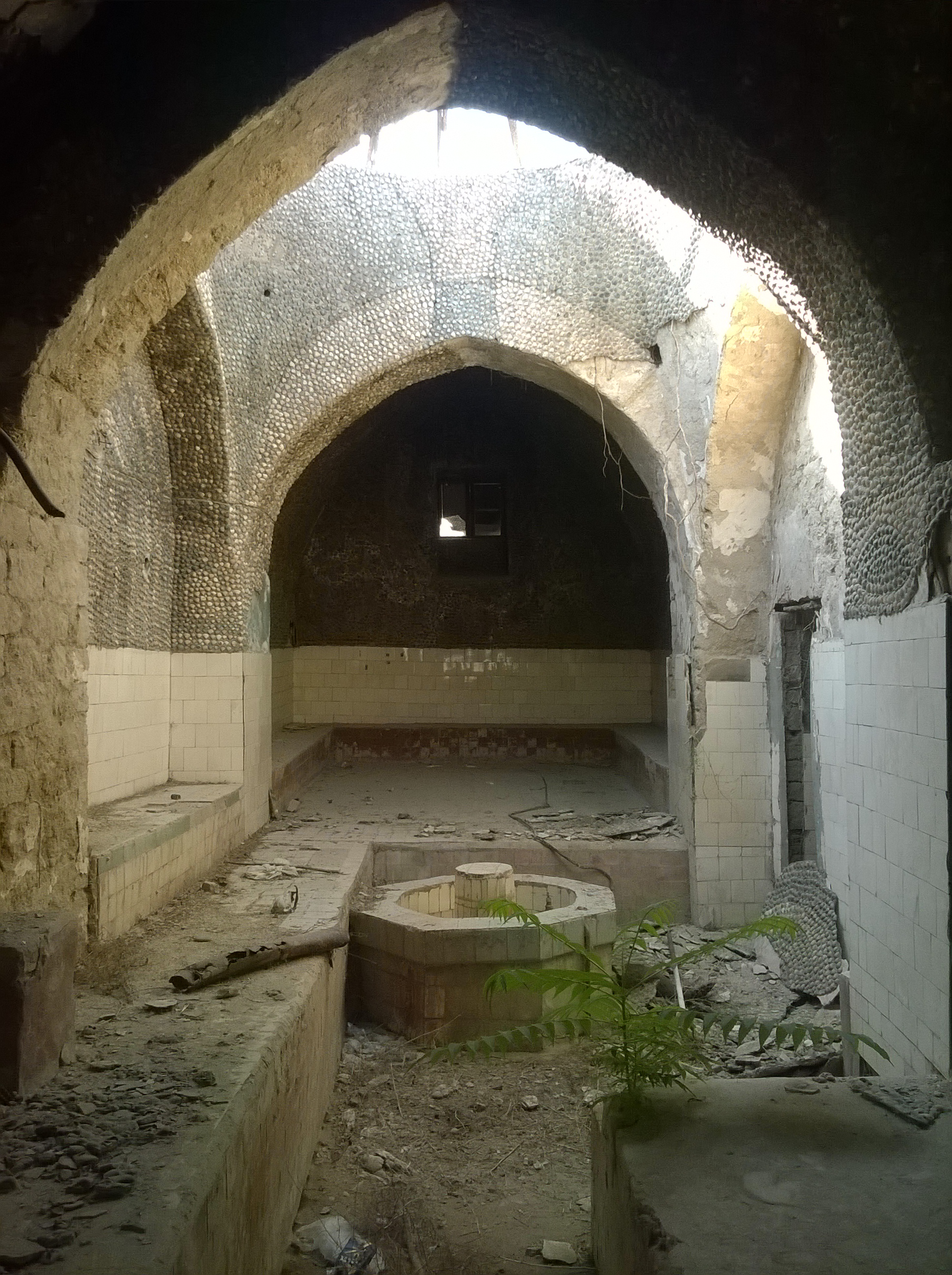
Современное состояние интерьеров бани

Бани расположены в районе Сумгаита Джорат недалеко от берега Каспийского моря. Здание хамама каменное, пол расположен ниже уровня земли. На глубине примерно полутора метров под землёй от бани к морю проложены глиняные трубы для сброса сточных вод. В баню поставлялась сернистая вода из близлежащего источника.

### Текущее состояние
В публикации новостного портала Хеберле за июнь 2016 года хаммам Гаджи Меджид обозначен, как находящийся под охраной, но своём интервью от 22 апреля 2019 года пресс-секретарь Государственной службы по охране, развитию и восстановлению культурного наследия при министерстве культуры Азербайджанской Республики Фариз Гусейнов сообщил, что здание в качестве памятника не зарегистрировано. При этом он отметил наличие у азербайджанского Минкульта планов по постановке хаммама Гаджи Меджид под охрану, как памятника культурного наследия Азербайджана и восстановлению здания для привлечения туристов. К этому моменту бани были заброшены уже около 70 лет и никак не охранялись государством, что привело к постепенному их разрушению.